# Ваља Бабиј (Хунедоара)
Ваља Бабиј (рум. Valea Babii) насеље је у Румунији у округу Хунедоара у општини Лунка Черниј Де Жос. Oпштина се налази на надморској висини од 663 m.

## Становништво
Према подацима из 2002. године у насељу је живело 30 становника, од којих су сви румунске националности.